# José Ortigoza
José Ortigoza (sinh ngày 1 tháng 4 năm 1987) là một cầu thủ bóng đá người Paraguay.

## Đội tuyển bóng đá quốc gia Paraguay
José Ortigoza thi đấu cho đội tuyển bóng đá quốc gia Paraguay từ năm 2010 đến 2012.

## Thống kê sự nghiệp
| Đội tuyển bóng đá Paraguay | Đội tuyển bóng đá Paraguay | Đội tuyển bóng đá Paraguay |
| Năm                        | Trận                       | Bàn                        |
| -------------------------- | -------------------------- | -------------------------- |
| 2010                       | 3                          | 2                          |
| 2011                       | 0                          | 0                          |
| 2012                       | 2                          | 1                          |
| Tổng cộng                  | 5                          | 3                          |